# Nationale Bewegung für Stabilität und Fortschritt
Die Nationale Bewegung für Stabilität und Fortschritt (bulgarisch Национално движение за стабилност и възход bzw. Transliteration: Nacionalno dviženie za stabilnost i văzhod, Transkription: Nazionalno dwischenie sa stabilnost i waschod, kurz NDSW, NDS oder NDS II) ist eine liberale Partei in Bulgarien. Bis 2007 war die Partei als Nationale Bewegung Simeon der Zweite (bulgarisch Национално Движение Симеон Втори bzw. Transliteration: Nacionalno Dviženie Simeon Vtori, Transkription: Nazionalno Dwischenie Simeon Wtori) bekannt. Sie war bis 2017 Mitglied der ALDE-Partei und bis 2014 der ALDE-Fraktion.
Sie wurde im Jahre 2001 von dem bis dahin im spanischen Exil lebenden bulgarischen Ex-Monarchen Simeon Sakskoburggotski gegründet und gewann bei den Parlamentswahlen 2001 die Hälfte der Mandate (120 von 240 Sitzen im Parlament). Während ihrer Regierungszeit koalierte sie mit der türkischen Minderheitspartei DPS. Die Regierungszeit wurde von der Annäherung Bulgariens sowohl an die EU und die NATO als auch an Russland und einer wirtschaftsliberale Politik geprägt. Der Partei gehört die ehemalige EU-Kommissarin Meglena Kunewa an. Zu den Gründungsmitgliedern gehörte die Sängerin Nora Nova.
Bei den Parlamentswahlen am 25. Juni 2005 verlor sie die Mehrheit, blieb jedoch stärkste Kraft im Parlament. Sie gab jedoch auf Druck der DPS das Regierungsmandat ab, blieb, jedoch an der Regierung unter dem Mandat der Ex-Kommunisten (Bulgarische Sozialistische Partei, kurz BSP) in einer Dreier-Koalition mit der DPS beteiligt. 2007 wurden aus der Partei mehrere Abgeordnete ausgeschlossen. Gemeinsam mit weiteren Abgeordneten, die freiwillig die Partei verließen, gründeten sie zunächst die parlamentarische Gruppe BND (Българска нова демокрация/Balgarska Nowa Demokrazija = Bulgarische Neue Demokratie) und im Mai 2008 eine gleichnamige Partei.
Bei den Parlamentswahlen am 5. Juli 2009 scheiterte die Partei an der Sperrklausel von 4 Prozent. Seither stellt sie keine Abgeordneten im bulgarischen Parlament mehr. Sakskoburggotski trat daraufhin als Parteivorsitzender zurück.
2013 trat die Partei nicht zur Parlamentswahl an. Zur Europawahl 2014 trat sie in der Koalition der vereinten Demokraten  gemeinsam mit der Partei bulgarischer Sozialdemokraten und der Partei Vereintes Bulgarien an. Die Koalition kam auf 0,92 %.
Bei der vorgezogenen Parlamentswahl 2014 erreichte die NDSW 0,24 % der Stimmen.
Im Januar 2017 wurde der frühere NDSW-Parlamentsvorsitzende Ognjan Gerdschikow zum Interimsministerpräsidenten ernannt. Seine Amtszeit endet mit der Neuwahl des Parlaments am 26. März 2017.